# Jana Milić
Jana Milić (Kruševac, 31. prosinca 1981.) je srbijanska filmska, televizijska i kazališna glumica.

## Životopis

### Karijera
Jana je diplomirala glumu 2003. godine na Fakultetu dramskih umjetnosti u Beogradu u klasi profesora Vladimira Jevtovića.

### Privatni život
Od 2011. godine je u braku s televizijskim producentom Miodragom Ilićem Godine 2014. par je dobio sina Đorđa.

## Filmografija

### Televizijske uloge
| Godina        | Naslov                  | Uloga        | Bilješke                            |
| ------------- | ----------------------- | ------------ | ----------------------------------- |
| 2004.         | Cimerke                 |              | TV pilot                            |
| 2006. – 2007. | Mješoviti brak          | Divna        | sporedna uloga                      |
| 2007.         | Ljubav, navika, panika  | Ljubavnica   | gostujuća uloga                     |
| 2007.         | Želim(m)mir             |              | TV pilot                            |
| 2008.         | Zaustavi vrijeme        | Minja        | glavna uloga projekt nikad emitiran |
| 2009.         | Ranjeni orao            | Olga Nešić   | gostujuća uloga                     |
| 2009.         | Zauvijek mlad           | Marija       | gostujuća uloga                     |
| 2009.         | Kad na vrbi rodi grožđe | Buba         | sporedna uloga                      |
| 2011. – 2013. | Larin izbor             | Lejla Vidić  | sporedna uloga                      |
| 2012.         | Inspector Nardone       |              | gostujuća uloga                     |
| 2013.         | Nadrealna televizija    |              |                                     |
| 2015.         | Suze ljubavi            |              | glavna uloga                        |
| 2017.-        | Istine i laži           | Marina Božić | glavna uloga                        |

### Filmske uloge
| Godina | Naslov                          | Uloga              | Bilješke |
| ------ | ------------------------------- | ------------------ | -------- |
| 2007.  | Dječak koji je bio suviše nevin | Marina             |          |
| 2009.  | Srpski ožiljci                  | Suzana             |          |
| 2009.  | Đavolja varoš                   | Natalija           |          |
| 2012.  | Doktor Rej i đavoli             | Olja               |          |
| 2017.  | Fuck Off I Love You             | Zvezdana/Alexandra |          |
| 2018.  | Četiri ruže                     | Medicinska sestra  |          |

## Vanjske poveznice
- Jana Milić u internetskoj bazi filmova IMDb-u (engl.)